# Cueva Pintada
Il parco archeologico Cueva Pintada si trova nella città di Gáldar, nel nord-ovest dell'isola di Gran Canaria. È uno dei giacimenti archeologici più rappresentativi delle Isole Canarie con alcune caratteristiche che lo rendono unico in Spagna. La Cueva Pintada è considerata la Cappella Sistina degli antichi aborigeni di Gran Canaria, in quanto è un magnifico esempio delle capacità artistiche degli stessi.
La caverna scavata nel materiale vulcanico presenta delle pareti decorate con motivi geometrici, che hanno indotto a pensare (a causa della loro distribuzione regolare) che potesse trattarsi di una specie di calendario. Inoltre sono presenti dei resti di abitazioni al cui interno si sono ritrovati diversi tipi di utensili.
Il museo e parco archeologico Cueva Pintada è stato riaperto il 26 luglio 2006, dopo più di 20 anni di lavoro di restauro.